# Krasków (województwo dolnośląskie)
Krasków (niem. Kratzkau) – wieś w Polsce położona w województwie dolnośląskim, w powiecie świdnickim, w gminie Marcinowice.

## Podział administracyjny
W latach 1975–1998 administracyjnie należała do województwa wałbrzyskiego.

## Demografia
Według Narodowego Spisu Powszechnego (III 2011 r.) liczył 53 mieszkańców. Jest najmniejszą miejscowością gminy Marcinowice.

## Nazwa
Pierwsza wzmianka o miejscowości znajduje się w łacińskim dokumencie z 1250 roku wydanym przez papieża Innocentego IV w Lyonie gdzie wieś zanotowana została w zlatynizowanej, staropolskiej formie „Crazcov”. Nazwa miejscowości została później zgermanizowana na Kratzkau i utraciła pierwotne brzmienie.

## Historia
Wieś powstała w połowie XIII wieku jako dobra rycerskie z warownym zamkiem, otoczonym fosą. Najpierw była to własność wrocławskich biskupów i opactwa z Wyspy Piasek, później zamek zamieszkiwały kolejno rody von Seidlitz, von Tschirn, von Nimptsch i ponownie, do roku 1600, von Seidlitz, od 1732 r. von Zedlitz.

## Zabytki
Do wojewódzkiego rejestru zabytków wpisany jest:
- zespół pałacowy:
  - pałac, z 1746 r. zbudowany przez grafa Davida Sigismunda von Zedlitz und Leipe; pierwotnie istniał tu zamek wodny, który uległ zniszczeniu podczas wojny trzydziestoletniej, mającej miejsce w latach 1618–1648; później na jego miejscu postawiono nowy pałac. Pod koniec XVII wieku właścicielką wsi i pałacu była Anna Elizabeth von Zeidlitz, która wniosła je w 1699 r. w posagu do małżeństwa z hrabią Heinrichem III von Hochberg z Roztoki – Rohnstock[7]. Około 1732 r., kiedy von Hochbergowie zdecydowali się sprzedać Krasków Hansowi Albrechtowi baronowi von Zedlitz und Leipe, pałac został zniszczony przez pożar. Syn Hansa Albrechta, David Sigismund von Zedlitz und Leipe zlecił projekt odbudowy pałacu Fischerowi von Erlach. Powstał nowy obiekt w stylu barokowym, zasypano fosy, na miejscu dawnych wałów i umocnień założono ogrody różane; prace zakończyły się w 1746 r. W 1847 roku Wilhelm zmarł bezpotomnie. Wdowa po nim, hrabina Charlotte Friederike von Zedlitz und Leipe z domu von Panczewski 7 marca 1848 w zamian za wypłacanie dożywotniej renty majątek ten, wraz z czterema jeszcze innymi dobrami rycerskimi, przekazała swemu siostrzeńcowi Georgowi Gustavowi Rudolfowi von Salisch. Ród Salischów pozostawał właścicielem pałacu przez następne blisko 100 lat, do końca II wojny światowej. Uszkodzony podczas działań wojennych, pałac przez następne lata – w czasach PRL – ulegał postępującej dewastacji, aż – po przekształceniach ustrojowych w Polsce – wykupił go w roku 1992 austriacki antykwariusz, który pałac odbudował i urządził w nim luksusowy hotel. W zabudowaniach służebnych pałacu, przy bramie wjazdowej, urządzone jest dwujęzyczne polsko-niemieckie przedszkole. Piękno tej rezydencji uwydatnia portal z nadbudówką dźwiganą przez kariatydy.
  - park; Wilhelm Sigismund, wnuk Davida Sigismunda von Zedlitz und Leipe, w 1847 r. zlecił światowej sławy projektantowi ogrodów Peterowi Lenné projekt parku wokół pałacu
  - aleja, z XIX w.
  - oficyna, z 1746 r.
  - stajnia z wozownią, z początku XIX w.